# Mours-Saint-Eusèbe
Mours-Saint-Eusèbe este o comună în departamentul Drôme din sud-estul Franței. În 2009 avea o populație de 2.494 de locuitori.

## Evoluția populației
| An        | 1975  | 1982  | 1990  | 1999  | 2006  | 2009  |
| --------- | ----- | ----- | ----- | ----- | ----- | ----- |
| Populație | 1.348 | 1.839 | 2.027 | 2.186 | 2.414 | 2.494 |